# Кононенко, Татьяна Сергеевна
Татьяна Сергеевна Кононенко (5 декабря 1978, Краматорск) — украинская шахматистка, международный гроссмейстер среди женщин (1998), международный мастер (2006). Серебряный призёр чемпионата Европы 2002 года среди женщин по быстрым шахматам и личного чемпионата Украины среди женщин 2001 года, двукратный бронзовый призёр Кубка европейских клубов, победительница клубных чемпионатов Украины и Германии.

## Спортивная карьера
Дважды становилась серебряным призёром чемпионатов Европы среди девушек: в возрастной категории до 18 лет в 1995 и до 20 лет в 1996 году. Оба этих года, а также в 1998 году занимала второе место в чемпионатах Украины в возрастной категории до 20 лет.
В 1999 и 2000 годах — бронзовый призёр Кубка европейских клубов (в том числе в 1999 году с лучшим результатом на 2-й доске).
В составе сборной Украины участница командного чемпионата Европы 1999 года. В 2001 году заняла 2-е место в личном женском чемпионате Украины. Серебряный призёр чемпионата Европы по быстрым шахматам 2002 года. Победительница личных турниров в Испании (2005) и Венгрии (2010). Побеждала также на клубных чемпионатах Украины (2002, в составе клуба «Данко») и Германии (2006/2007 и 2010/2011, в составе клуба USV Halle).

## Изменения рейтинга
| Графики недоступны из-за технических проблем. См. информацию на Фабрикаторе и на mediawiki.org. |